# San Francisco (Argentine)
Pour les articles homonymes, voir San Francisco (homonymie).
San Francisco est une ville de la province de Córdoba, en Argentine, et le chef-lieu du département de San Justo. Elle est située à 198 km à l'est de la capitale provinciale, Córdoba et à 134 km à l'ouest de Santa Fe. Sa population s'élevait à 58 588 habitants en 2001
La ville se trouve sur le trajet de la route nationale 19, qui unit les deux grandes villes de Córdoba et de Santa Fe.